# Fromelles
Fromelles ist eine französische Gemeinde mit 1133 Einwohnern (Stand 1. Januar 2022) im Département Nord in der Region Hauts-de-France. Sie gehört zum Arrondissement Lille und zum Gemeindeverband Métropole Européenne de Lille.

## Geografie
Die Gemeinde Fromelles liegt an der Grenze zum Département Pas-de-Calais, 15 Kilometer westlich von Lille und 15 Kilometer nordöstlich von Béthune.

## Geschichte
Vom sogenannten Weihnachtsfrieden von 1914 sind Schilderungen eines Gottesdienstes im Niemandsland zwischen den Gräben in der Nähe des Ortes überliefert.
Am 19. und 20. Juli 1916 wurde an diesem Ort, den die deutschen Truppen seit 1914 besetzt hatten, die sogenannte Schlacht von Fromelles (Battle of Fromelles) geführt. Der Angriff überwiegend australischer Truppen auf die deutschen Gräben war als Entlastungsangriff für die Schlacht an der Somme geplant, er ging aber als die größte Niederlage australischer Truppen an einem einzigen Tag in die Geschichte ein.  Die australischen Truppen der First Australian Imperial Force (AIF) erlebten hier ihren ersten Einsatz an der Westfront. Mehr als 5500 australische Soldaten sowie rund 2000 Soldaten der britischen Armee fielen hier an einem Tag.
Viele der Gefallenen wurden auch von deutschen Truppen geborgen und bestattet, sie wurden zusammen mit denen, die die alliierten Truppen bergen konnten, nach dem Krieg in einem Massengrab auf dem V.C. Corner Australian Cemetery and Memorial beigesetzt. Doch 399 alliierte Gefallene dieser Schlacht konnte man nicht bestatten. Im Juli 2007 konnten Archäologen der Universität Glasgow aber nach Hinweisen ein bis dahin unbekanntes Massengrab mit 250 australischen und britischen Soldaten am Rande von Fromelles lokalisieren. Zwischen Mai und September 2009 wurden die Toten exhumiert und auf dem neugeschaffenen Fromelles (Pheasant Wood) Military Cemetery 120 m entfernt von ihrem Fundort offiziell beigesetzt.

### Bevölkerungsentwicklung
| Jahr                       | 1962 | 1968 | 1975 | 1982 | 1990 | 1999 | 2009 | 2020 |
| Einwohner                  | 602  | 603  | 694  | 751  | 887  | 961  | 868  | 1065 |
| Quellen: Cassini und INSEE |      |      |      |      |      |      |      |      |

## Sehenswürdigkeiten

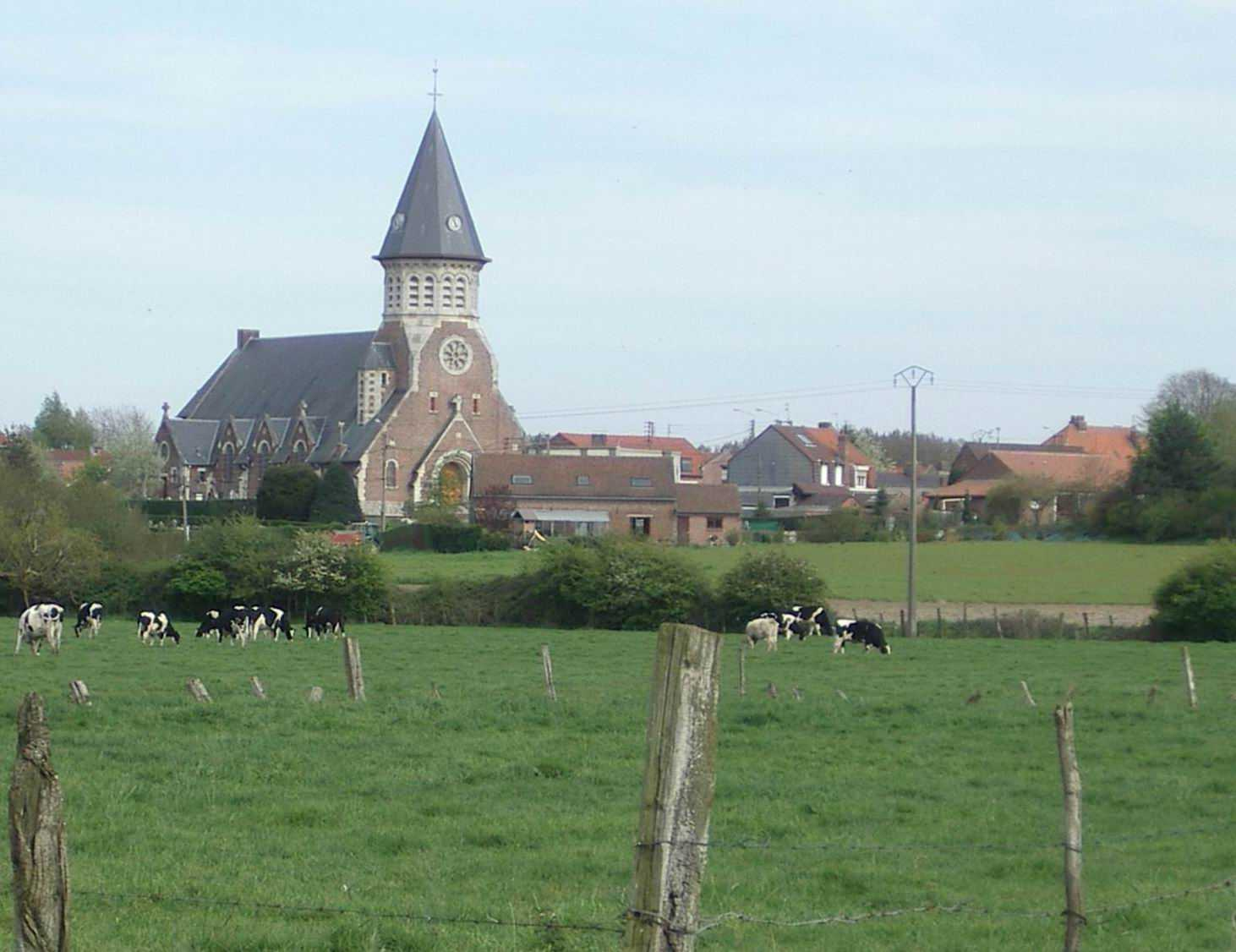
Kirche Saint-Jean-Baptiste
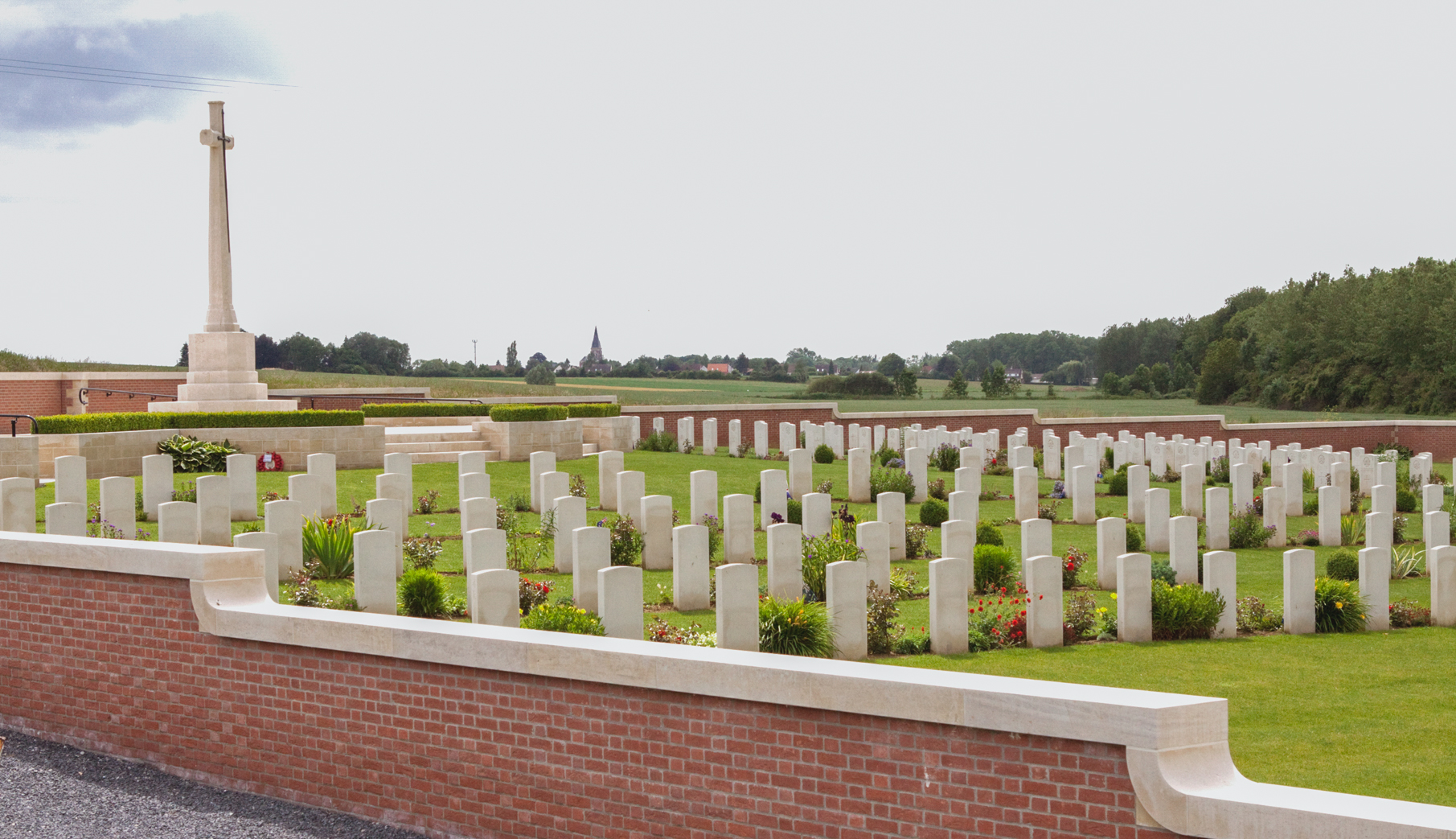
Pleasant Wood-Militärfriedhof
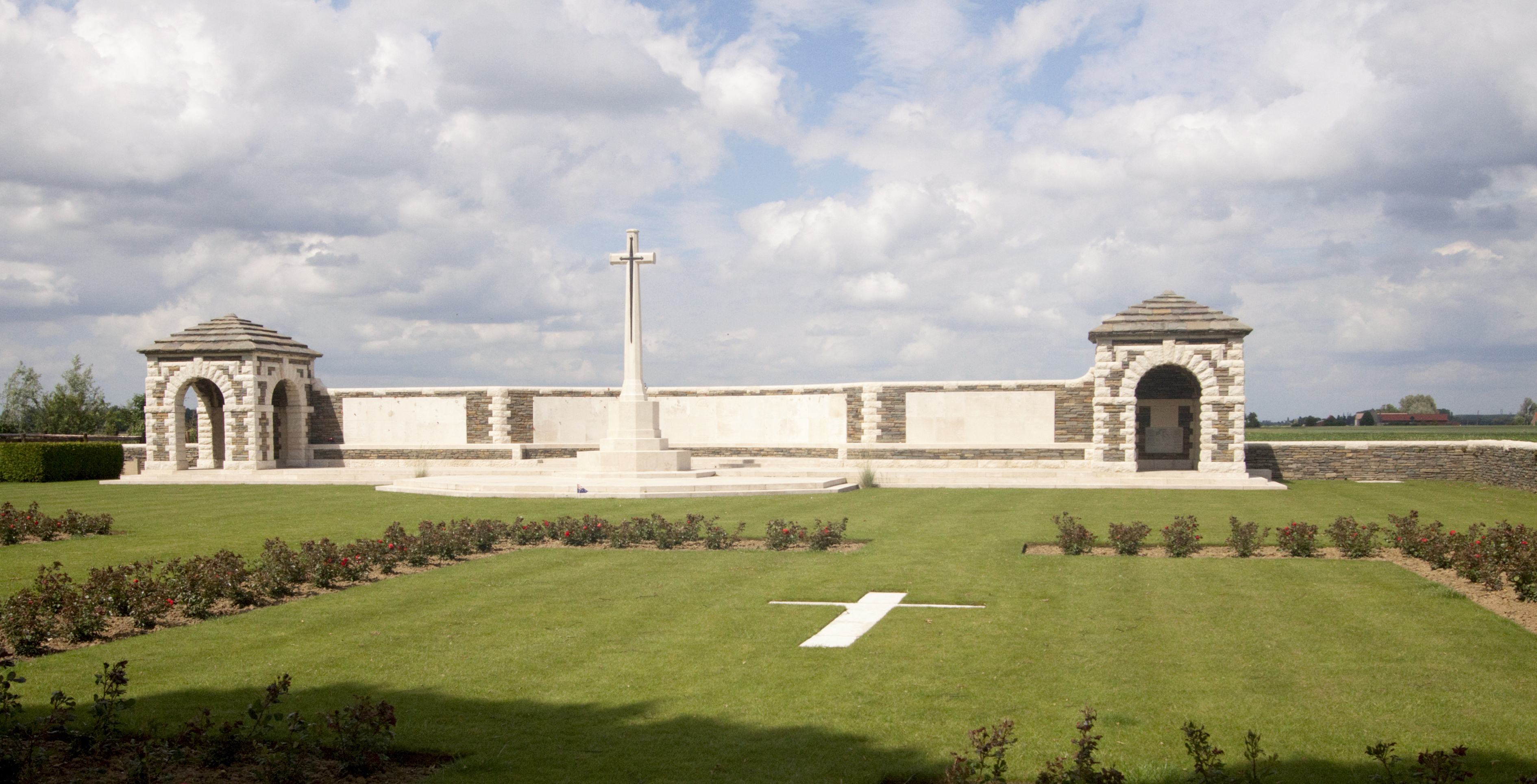
Australischer Militärfriedhof
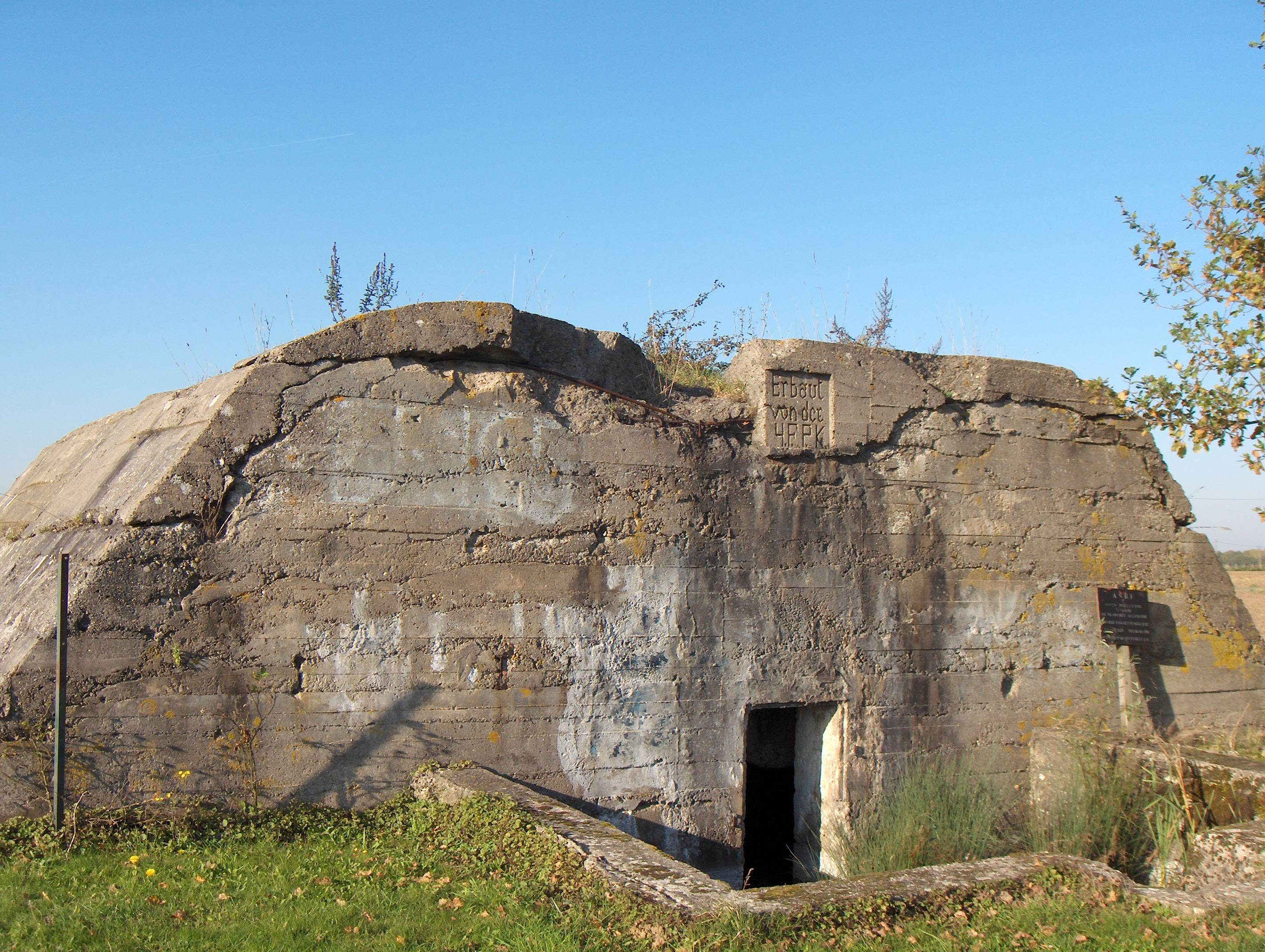
Bunkerreste
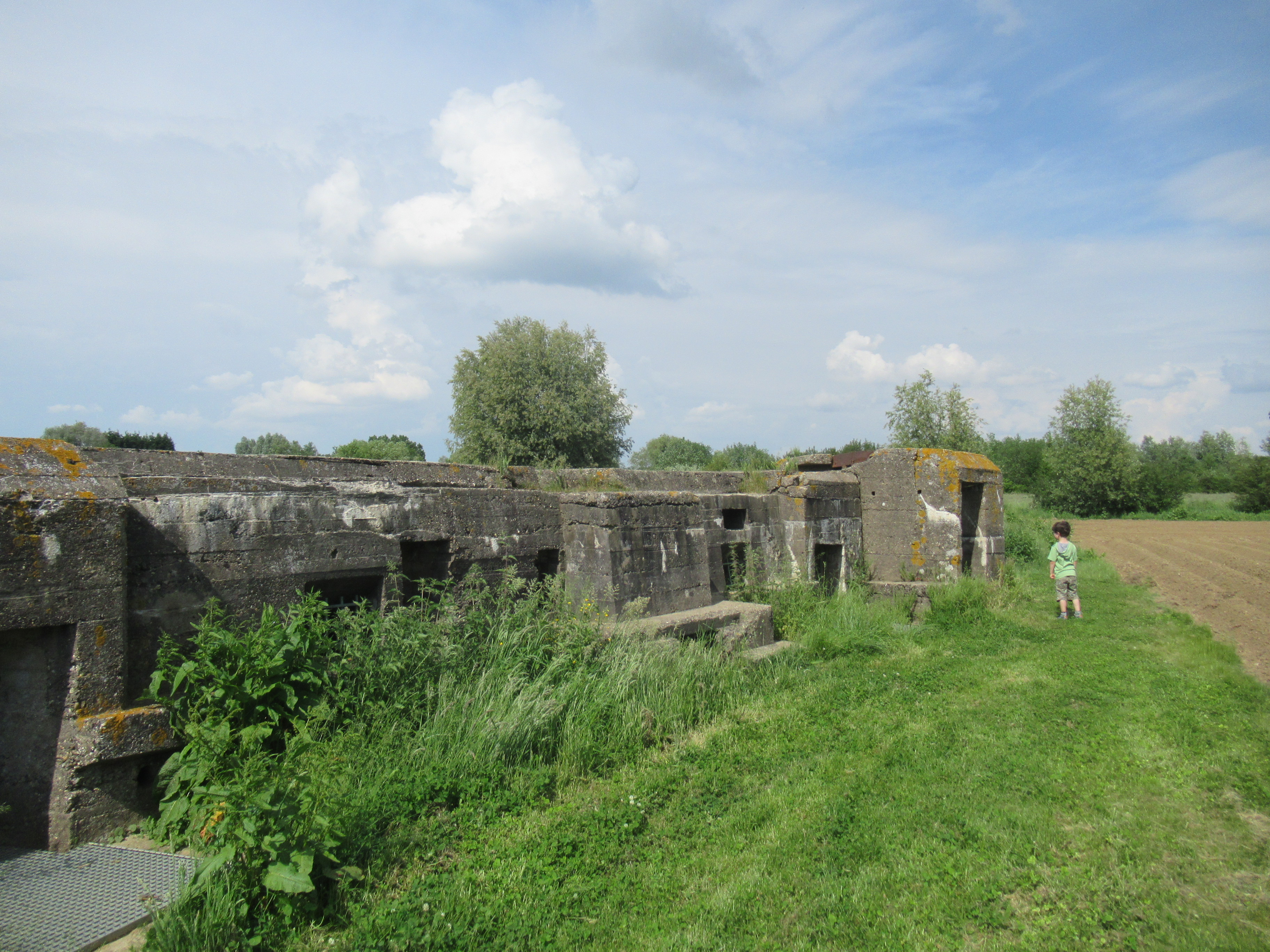
Bunkerreste